# Gliese 876
Gliese 876 – czerwony karzeł o typie spektralnym M4V, oddalony od Ziemi o 15,3 lat świetlnych. Znajduje się w konstelacji Wodnika. Gliese 876 jest o ponad połowę mniejsza od Słońca. Na chwilę obecną znane są cztery okrążające tę gwiazdę planety, z których jedna ma masę o ponad połowę mniejszą od masy Neptuna.

## Odległość i widzialność
Gliese 876 znajduje się relatywnie blisko Układu Słonecznego. Według pomiarów astrometrycznych wykonanych przez satelitę Hipparcos paralaksa gwiazdy wynosi 212,69 milisekund łuku, co pozwoliło ustalić odległość na poziomie ok. 4,7 parseka (ok. 15,3 lat świetlnych). Pomimo niewielkiej odległości, gwiazda nie jest widoczna nieuzbrojonym okiem i do jej obserwacji niezbędne jest użycie teleskopu.

## Charakterystyka gwiazdy
Jako czerwony karzeł, Gliese 876 ma znacznie mniejszą masę niż Słońce: szacuje się ją na jedynie 33% masy naszej gwiazdy. Temperatura na powierzchni Gliese 876 jest niższa niż na powierzchni Słońca, gwiazda ta ma też mniejszy promień, wynoszący ok. 36% promienia Słońca. Z tych powodów jasność gwiazdy to zaledwie 1,24% jasności Słońca; gwiazda emituje głównie promieniowanie podczerwone.
Oszacowanie wieku i ilości metali w składzie chemicznym jest w przypadku zimnych gwiazd trudne z powodu tworzenia się w ich atmosferze dwuatomowych cząsteczek, przez które widmo spektroskopowe tych gwiazd jest bardzo skomplikowane. Na podstawie porównania widma Gliese z typowym widmem szacuje się, że gwiazda ta jest nieco uboższa w pierwiastki ciężkie niż Słońce (ilość żelaza w stosunku do masy jest o 25% mniejsza niż w przypadku Słońca). Bazując na aktywności chromosfery gwiazdy szacuje się jej wiek, zależnie od użytego modelu teoretycznego, na od 6 520 do 9 900 mln lat. 
Jak wiele gwiazd o niskiej masie, Gliese 876 jest gwiazdą zmienną. Jest sklasyfikowana jako gwiazda zmienna typu BY Draconis i jej jasność obserwowana ulega zmianom w zakresie 0,04 wielkości gwiazdowej. Sądzi się, że zmiany jasności w tego typu gwiazdach są spowodowane przez ruch dużych plam gwiezdnych na ich powierzchni, które pojawiają się w polu widzenia lub znikają z niego, kiedy gwiazda wykonuje ruch obrotowy.

## Układ planetarny

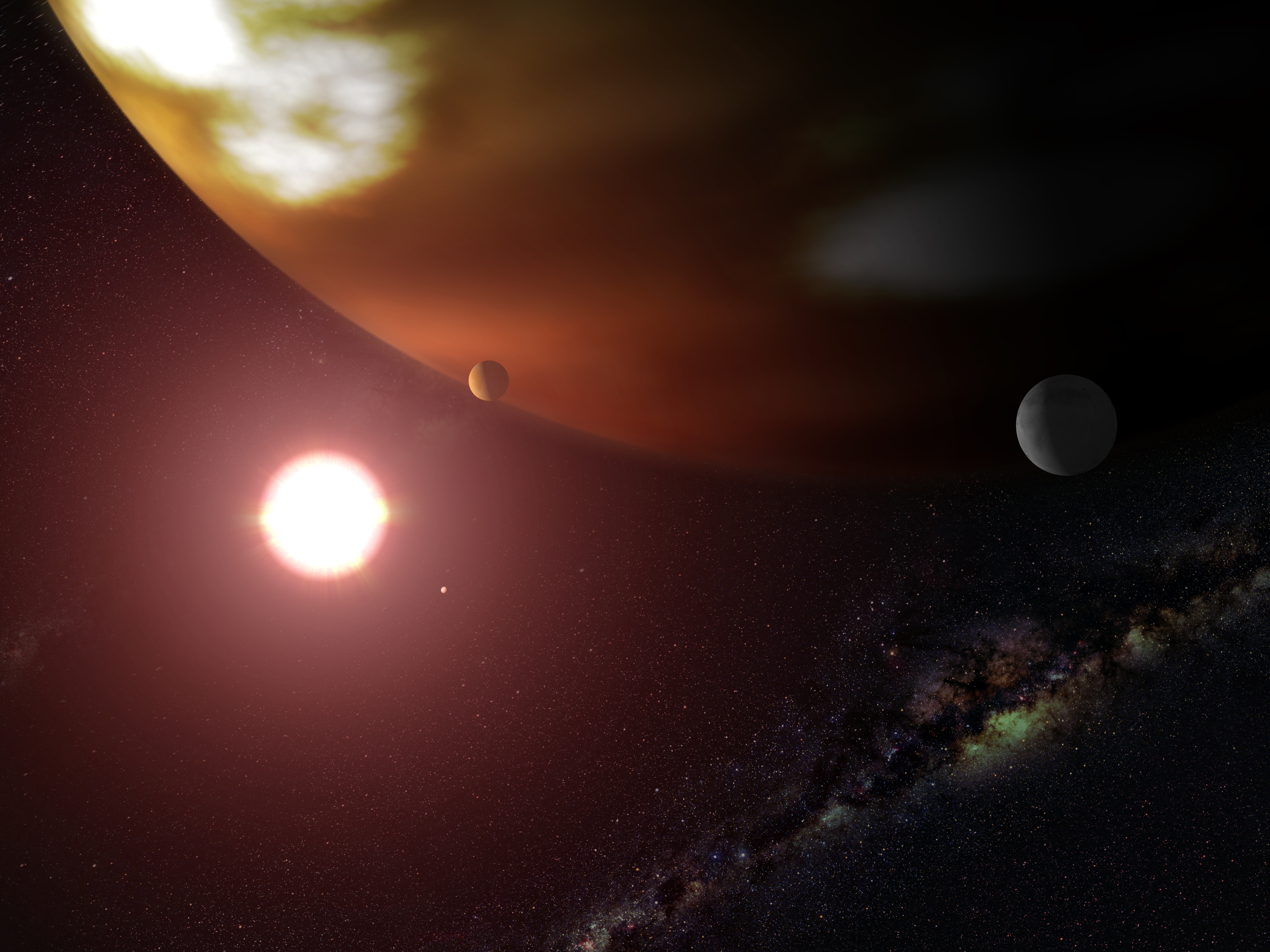
Wizja artystyczna planety Gliese 876 b

W 1998 roku dwa niezależne zespoły astronomów – jeden prowadzony przez Geoffreya Marcy'ego, drugi przez Xaviera Delfosse – ogłosiły istnienie planety krążącej wokół Gliese 876. Planeta została nazwana Gliese 876 b i została odkryta na podstawie analizy zmian prędkości radialnej gwiazdy spowodowanych oddziaływaniem grawitacyjnym planety. Planeta, o masie ponad 2,5 razy większej niż Jowisz, okrąża gwiazdę w czasie około 60 dni, a jej średnia odległość od gwiazdy wynosi 0,211 j.a. i jest mniejsza od średniej odległości Słońca od Merkurego.
W 2001 roku odkryta została druga planeta, położona bliżej gwiazdy niż odkryta wcześniej. Planeta, o masie 0,83 masy Jowisza, została nazwana Gliese 876 c. Okrąża gwiazdę w czasie 30,26 dni, a więc niemal dokładnie dwukrotnie krótszym, niż Gliese 876 b; zjawisko to, nazywane rezonansem orbitalnym, początkowo utrudniało wyciągnięcie właściwych wniosków ze zmian w prędkości radialnej gwiazdy spowodowanych przez planetę; za ich przyczynę uważano ruch dalszej planety po silnie eliptycznej orbicie. Pomiędzy obiema planetami występuje silne oddziaływanie grawitacyjne, które jest przyczyną gwałtownych zmian elementów orbitalnych.
W 2005 roku dalsze obserwacje, przeprowadzone przez zespół prowadzony przez Eugenio Riverę, wykazały istnienie trzeciej planety w układzie, położonej bliżej gwiazdy niż dotychczas znane gazowe giganty. Planeta, nazwana Gliese 876 d, ma masę zbliżoną do 6,3 masy Ziemi i może być planetą skalistą. Bazując na pomiarach prędkości radialnej i modelowaniu interakcji pomiędzy dwoma gazowymi gigantami, inklinacja orbity systemu została oszacowana na około 50°. W takim przypadku, przyjmując, że układ jest współpłaszczyznowy, planeta miałaby masę większą o 30% od minimalnej masy planety możliwej do zaobserwowania przez pomiar prędkości radialnej, co oznaczałoby, że jej masa wynosi około 8,4 masy Ziemi. Metody astrometryczne sugerowały dla dalszych planet inklinację wynoszącą ok. 84°. Inne badania, prowadzone przez zespół prowadzony przez Paula Shanklanda (jednym z jego członków był Rivera), stwierdziły brak jakiegokolwiek tranzytu planety przed tarczą gwiazdy, co w połączeniu z obserwacjami prędkości radialnej, które sugerują, iż orbita planety nie może mieć inklinacji 90° (nie został zaobserwowany efekt Rossitera-McLaughlina), sprawiają, że tak wysoka inklinacja jest bardzo mało prawdopodobna. Obserwacje przeprowadzone przy użyciu spektrometru HARPS wskazują, że orbity planet b i c mają inklinacje ok. 48°, co wzmacnia hipotezę, że orbita planety d jest nachylona pod zbliżonym kątem.
Obie spośród planet zbliżonych masą do Jowisza są położone w klasycznie definiowanej ekosferze, która w przypadku Gliese 876 położona jest od 0,116 do 0,227 j.a. od gwiazdy. Istnieje wciąż miejsce w systemie dla potencjalnej, zbliżonej rozmiarem do Ziemi planety o warunkach sprzyjających powstaniu i istnieniu życia. Możliwe jest także istnienie życia na potencjalnych, dużych księżycach gazowych gigantów. Dodatkowo, w przypadku planet, których ruch obrotowy jest zsynchronizowany z ruchem obiegowym, przez co jedna strona jest zawsze oświetlona, ekosfera może być szersza niż klasycznie definiowana.
| Towarzyszka | Masa minimalna     | Okres orbitalny [d] | Półoś wielka [au]       | Ekscentryczność   |
| ----------- | ------------------ | ------------------- | ----------------------- | ----------------- |
| d           | 6,67 ± 0,32 M🜨     | 1,93778 ± 0,00002   | 0,02080665 ± 0,00000015 | 0,207 ± 0,055     |
| c           | 0,7142 ± 0,0039 MJ | 30,0881 ± 0,0082    | 0,12959 ± 0,000024      | 0,25591 ± 0,00003 |
| b           | 2,2756 ± 0,0045 MJ | 61,1166 ± 0,0086    | 0,208317 ± 0,00002      | 0,0324 ± 0,0013   |
| e           | 14,6 ± 1,6 M🜨      | 124,26 ± 0,7        | 0,3343 ± 0,0013         | 0,055 ± 0,012     |

Trzy zewnętrzne planety znajdują się w nietypowym rezonansie orbitalnym, zwanym rezonansem Laplace'a: ich okresy obiegu są w stosunku 1:2:4. Jedyny znany wcześniej taki rezonans występuje między galileuszowymi księżycami Jowisza.